# Vuelta a Andalucía 1958
La 5.ª edición de la Vuelta a Andalucía se disputó entre el 2 y el 9 de febrero de 1958 con un recorrido de 1216,4 km dividido en 8 etapas, una de ellas doble, con inicio y final en Málaga. 
Participaron 60 corredores repartidos en 12 equipos de los que sólo lograron finalizar la prueba 38 ciclistas.
El vencedor, el  español Gabriel Company, cubrió la prueba a una velocidad media de 36,800 km/h mientras que en la clasificación de la montaña se impuso el también español Emilio Hernán.

## Etapas
| Etapa | Fecha        | Recorrido                       | Km    | Ganador de la etapa    |
| 1ª    | 2 de febrero | Málaga - Málaga                 | 64,4  | Jacinto Urrestarazu    |
| 2ª    | 3 de febrero | Málaga - Granada                | 135,0 | José Gómez del Moral   |
| 3ª a  | 4 de febrero | Granada - Cabra                 | 190,0 | Candelas Domínguez     |
| 3ª b  | 4 de febrero | Cabra - Córdoba                 | 190,0 | Jacinto Urrestarazu    |
| 4ª    | 5 de febrero | Cabra - Sevilla                 | 152,0 | Hortensio Vidaurreta   |
| 5ª    | 6 de febrero | Sevilla - Isla Cristina         | 174,0 | Jacinto Urrestarazu    |
| 6ª    | 7 de febrero | Huelva - Jerez de la Frontera   | 191,0 | Jesús Davoz            |
| 7ª    | 8 de febrero | Jerez de la Frontera - La Línea | 170,0 | Antonio Suárez Vázquez |
| 8ª    | 9 de febrero | La Línea - Málaga               | 140,0 | Hortensio Vidaurreta   |

## Classificació final
|    | Ciclista             | Equipo             | Tiempo      |
| -- | -------------------- | ------------------ | ----------- |
| 1  | Gabriel Company      | Faema              | 33h 02' 54" |
| 2  | Gabriel Mas          | Mobylette-Caobania | + 1' 36"    |
| 3  | José Gómez del Moral | Lube               | + 1' 36"    |
| 4  | Hortensio Vidaurreta | Mobylette-Caobania | + 3' 23"    |
| 5  | Jacinto Urrestarazu  | Mobylette-Caobania | + 4' 59"    |
| 6  | Ángel Guardiola      |                    | + 5' 06"    |
| 7  | Bernardo Ruiz        | Faema              | + 7' 21"    |
| 8  | Rogelio Hernández    |                    | + 8' 12"    |
| 9  | Andrés Martínez      |                    | + 10' 24"   |
| 10 | René Marigil         | Lube               | + 12' 15"   |